# Dům s chimérami
Dům s chimérami je budova v Kyjevě postavená v letech 1901 až 1902 architektem Władysławem Horodeckim pro svou rodinu. Je v secesním stylu a pojmenována po chimérách na fasádě. Od roku 2005 dům slouží jako sídlo ukrajinského prezidenta.
Nachází se v centru Kyjeva v blízkosti Vily Liebermann a naproti prezidentskému úřadu. Budova byla postavena ve svahu. Zepředu dům vypadá, že má pouze tři podlaží, ale ve skutečnosti má šest pater. V dolním patře jsou dvě stáje, dva pokoje pro kočí, dva apartmány a prádelna. Oba apartmány se skládají z obývacího pokoje, kuchyně, koupelny a komory a dvou nebo tří pokojů. Na dalších podlažích jsou byty.

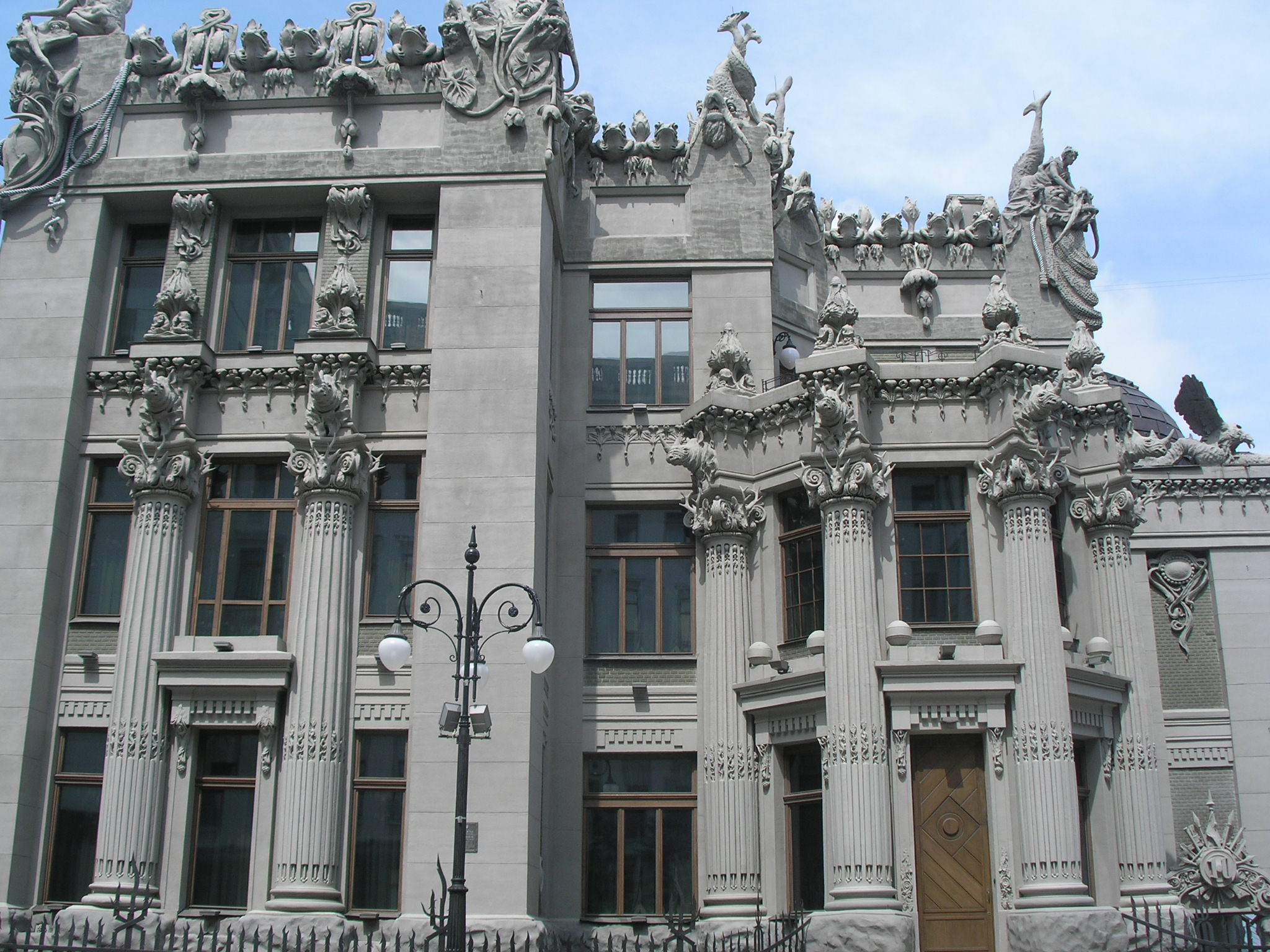
Dům s chimérami
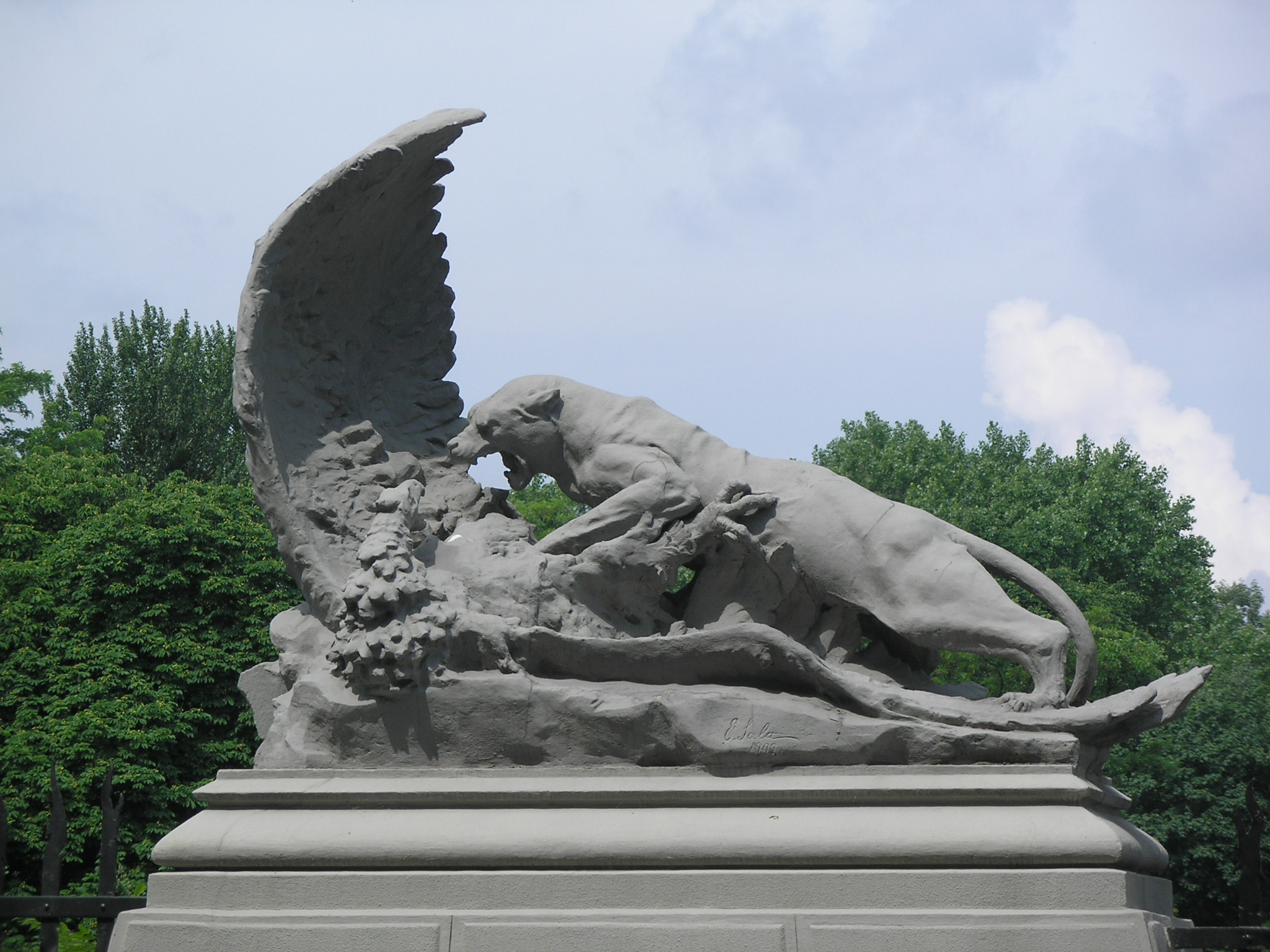
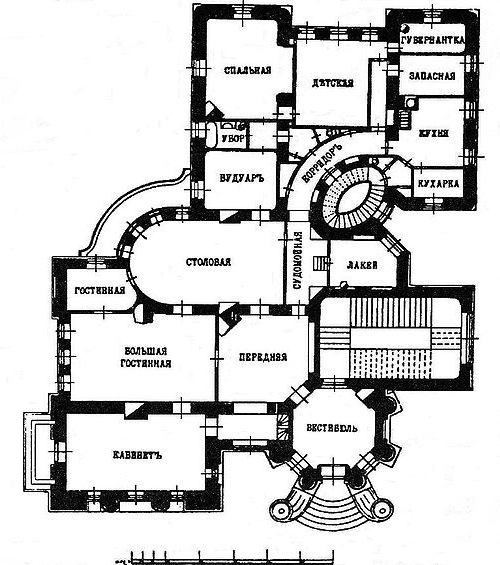
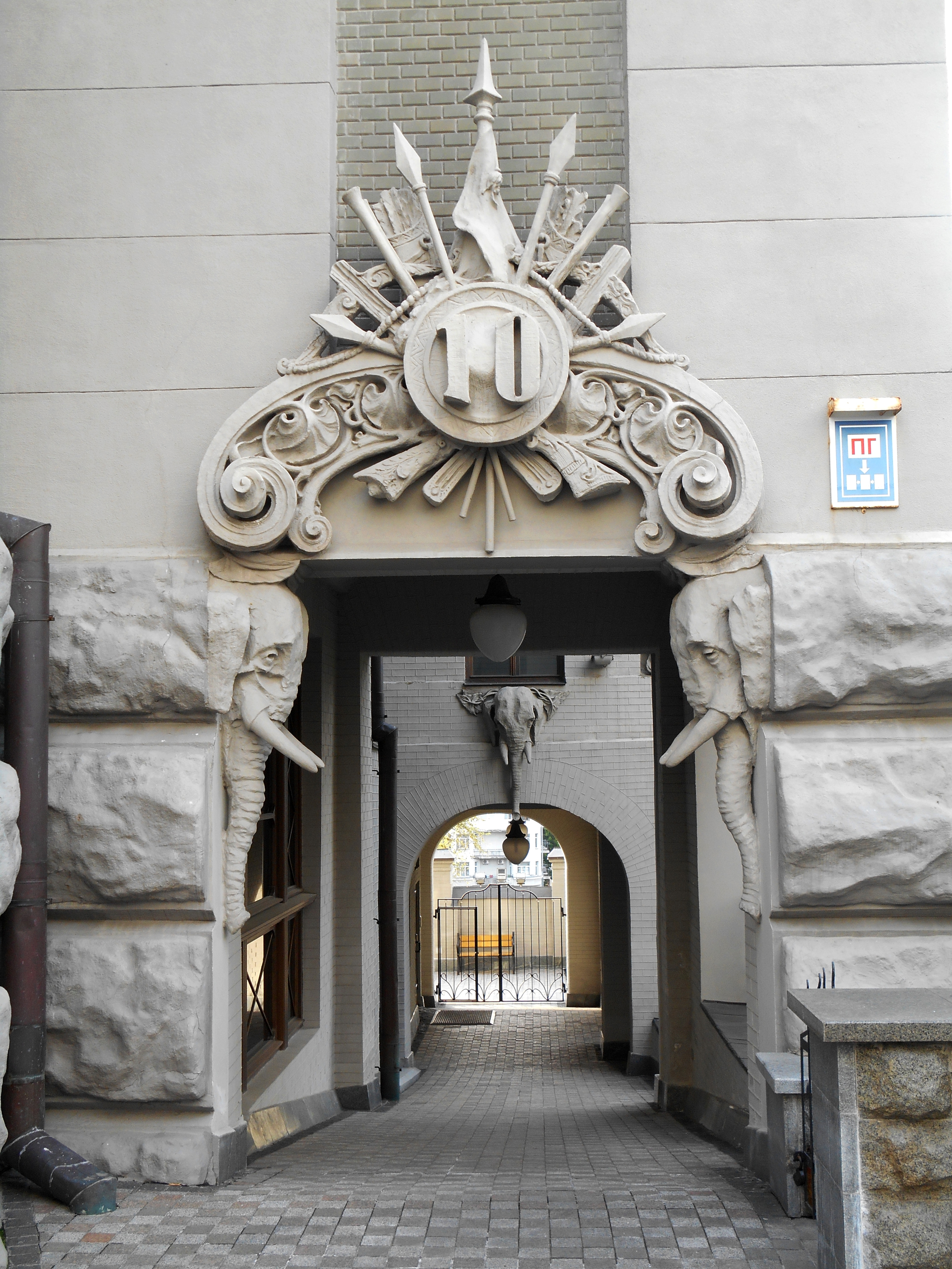